# Klumprit (Nusawungu)
Klumprit is een bestuurslaag in het regentschap Cilacap van de provincie Midden-Java, Indonesië. Klumprit telt 4125 inwoners (volkstelling 2010).